# Ceyzérieu
Ceyzérieu ist eine französische Gemeinde im Département Ain in der Region Auvergne-Rhône-Alpes. Sie gehört zum Kanton Belley im Arrondissement Belley. Die Bewohner nennen sich Ceyzériolans oder Ceyzériolanes.

## Lage
Die Gemeinde Ceyzérieu liegt etwa zehn Kilometer nordöstlich von Belley am Séran. Sie grenzt im Norden an Talissieu, im Nordosten an Béon, im Osten an Culoz, im Südosten an Flaxieu, im Süden an Vongnes und Marignieu, im Südwesten an Chazey-Bons (Berührungspunkt) und Cuzieu, im Westen an Saint-Martin-de-Bavel und im Nordwesten an Artemare. Im Gemeindegebiet von Ceyzérieu befindet sich ein bedeutender Teil des großen Moores Marais de Lavours, das teilweise als Naturschutzgebiet ausgewiesen ist (Reserve Naturelle du Marais de Lavours).

## Bevölkerungsentwicklung
| Jahr                       | 1962 | 1968 | 1975 | 1982 | 1990 | 1999 | 2006 | 2013 | 2020 |
| Einwohner                  | 655  | 649  | 648  | 727  | 766  | 814  | 876  | 1005 | 995  |
| Quellen: Cassini und INSEE |      |      |      |      |      |      |      |      |      |

## Sehenswürdigkeiten
- gotische Kirche Saint-André
- Schloss Bossieu
- Schloss Grammont mit erstmaliger Erwähnung aus dem Jahr 1097

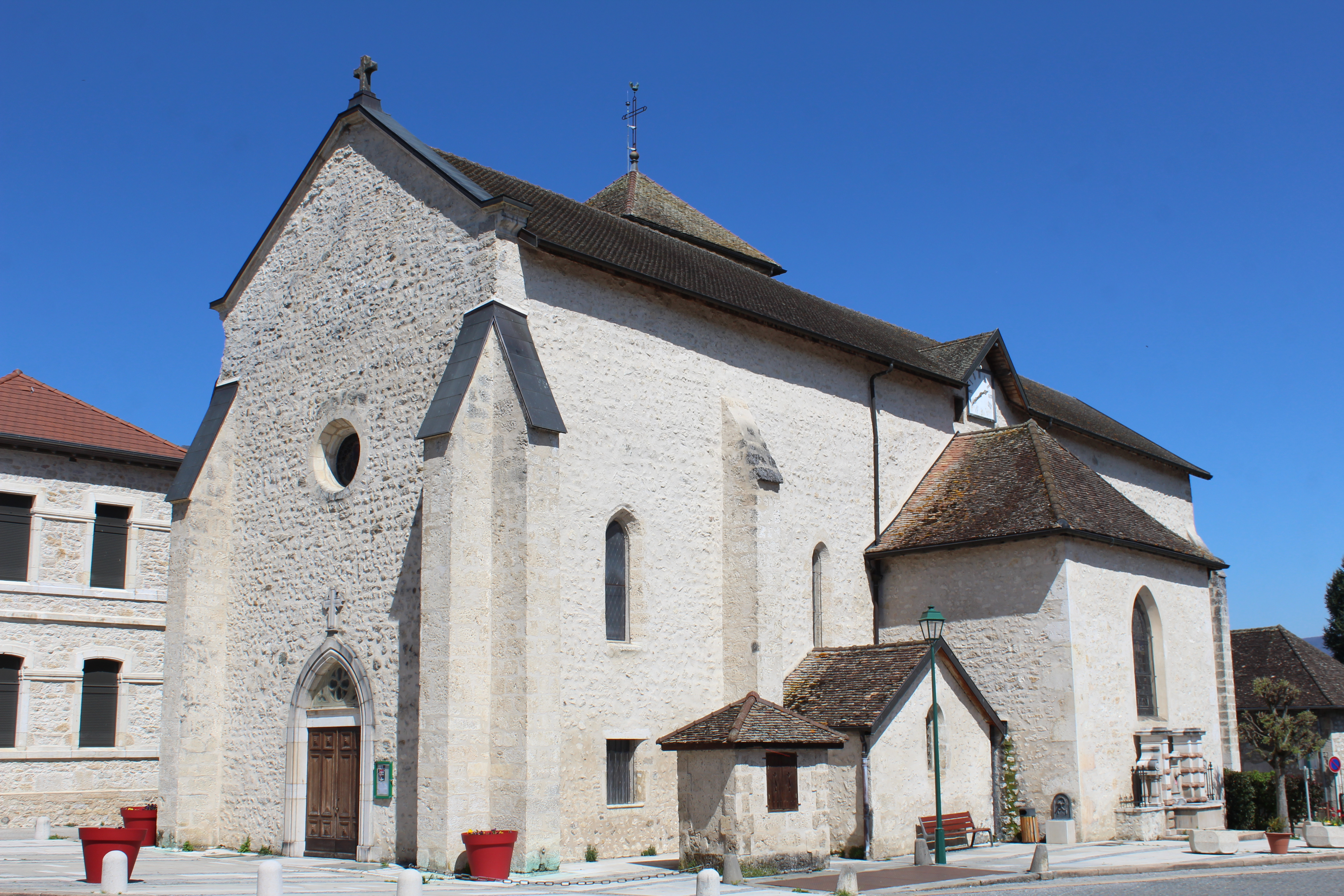
Kirche Saint-André
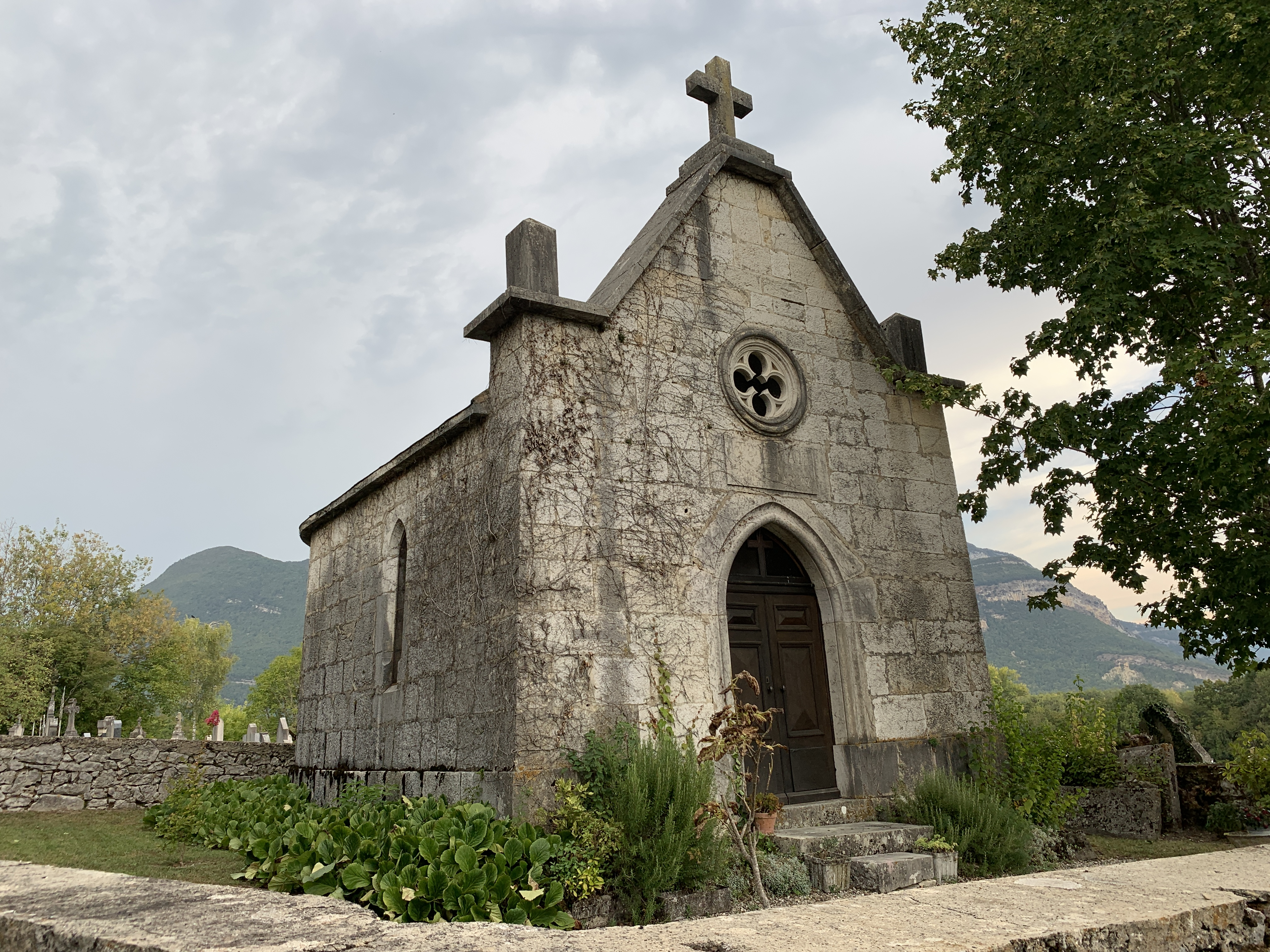
Friedhofskapelle
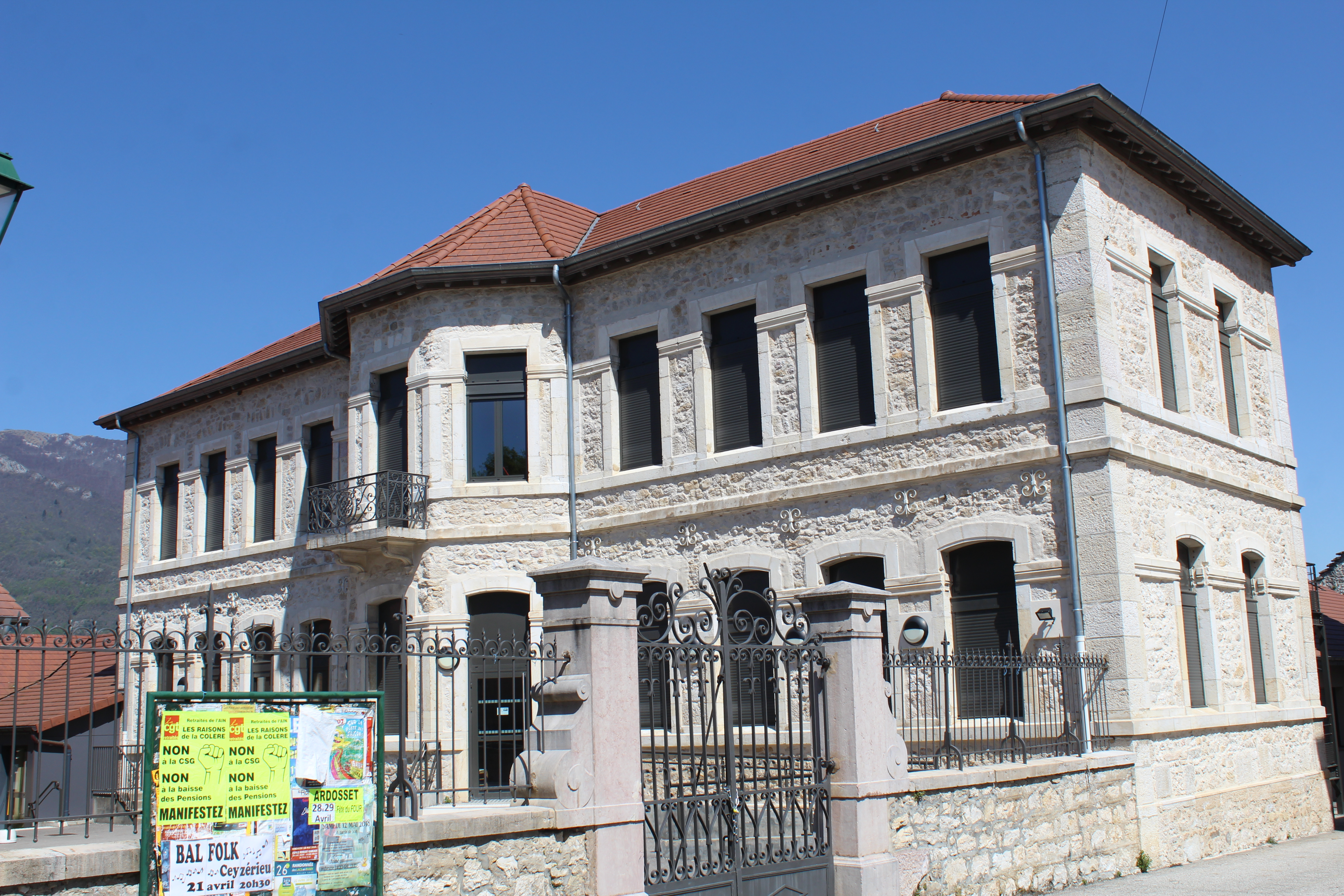
Grundschulr
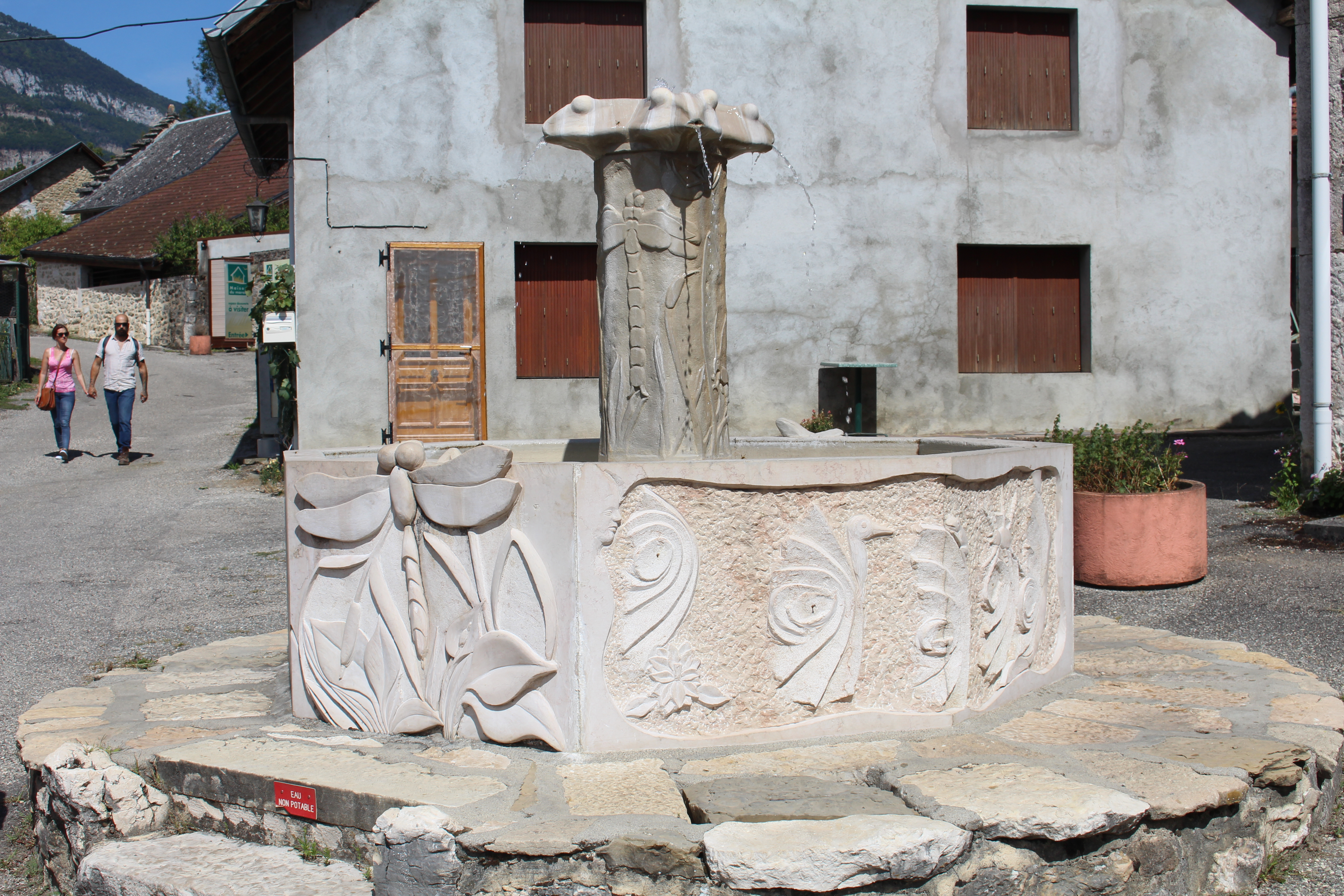
Brunnen im Ortsteil Aignoz
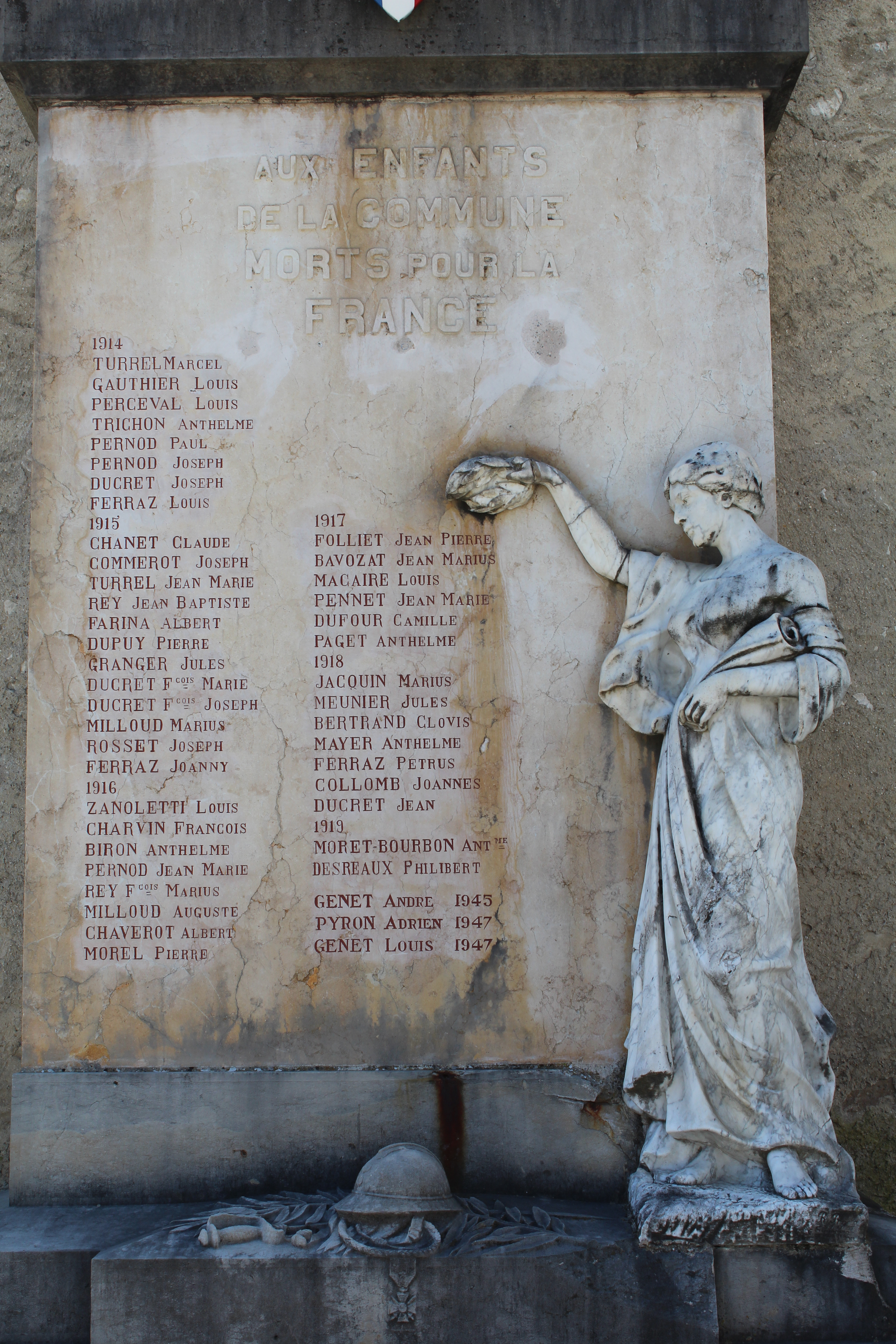
Gefallenendenkmal
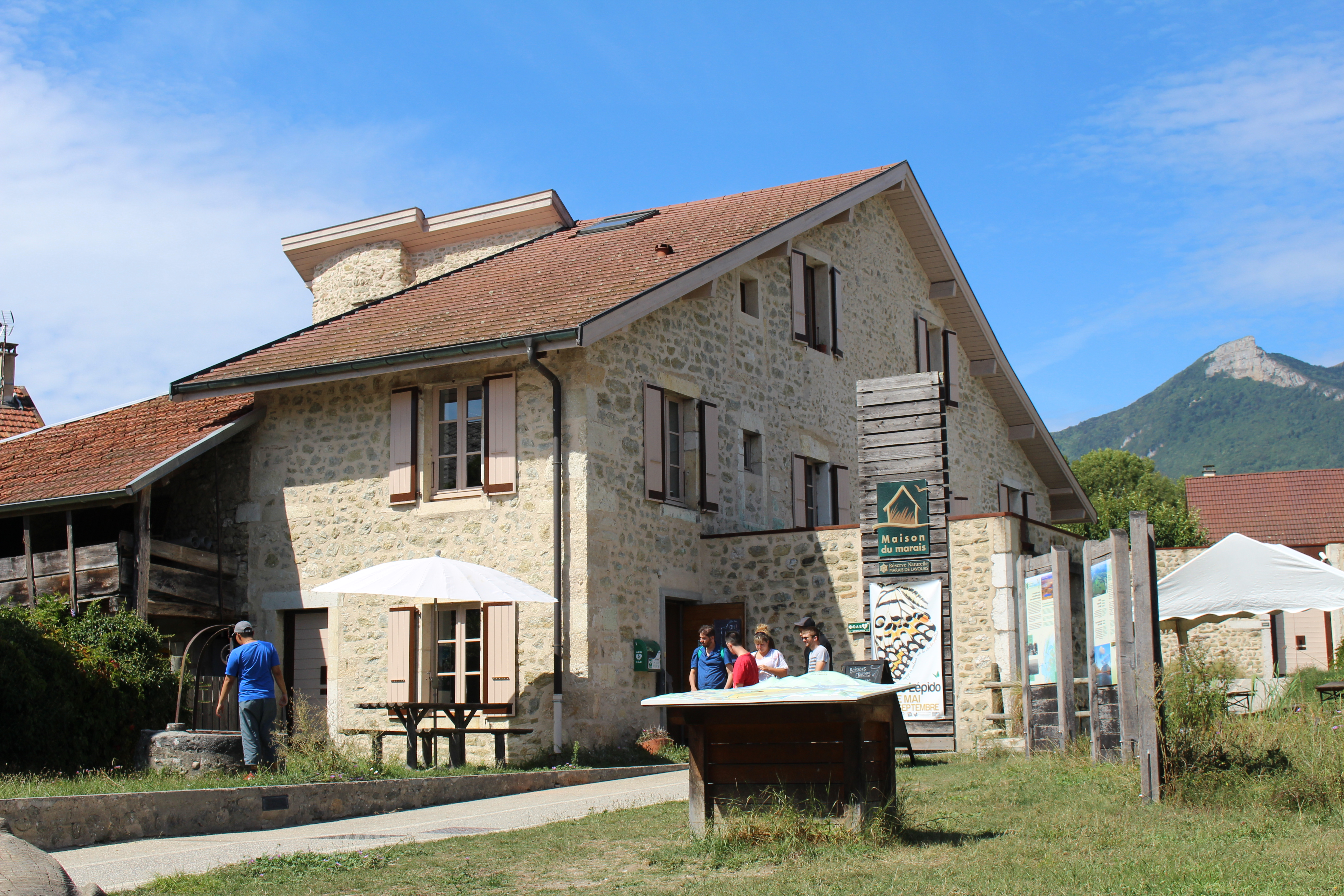
Maison Marais (Moorhaus)